# Heurtoir
Pour l’article homonyme, voir Heurtoir (porte).

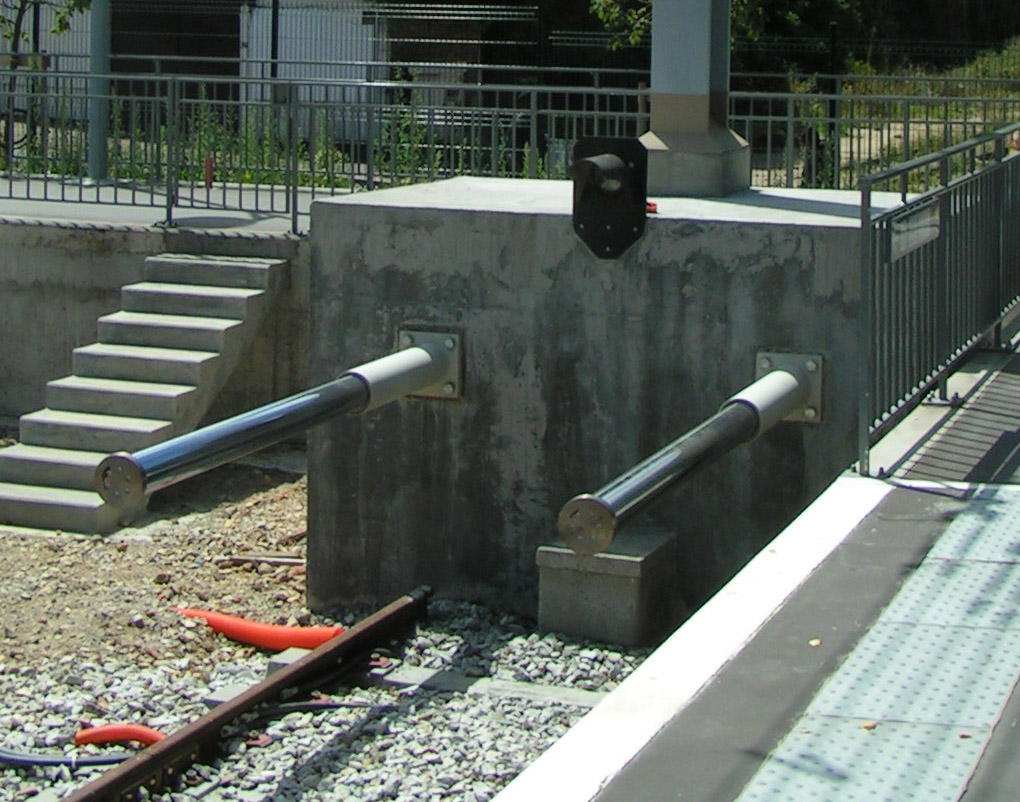
Heurtoir sur la ligne du RER B à Saint-Rémy-lès-Chevreuse.

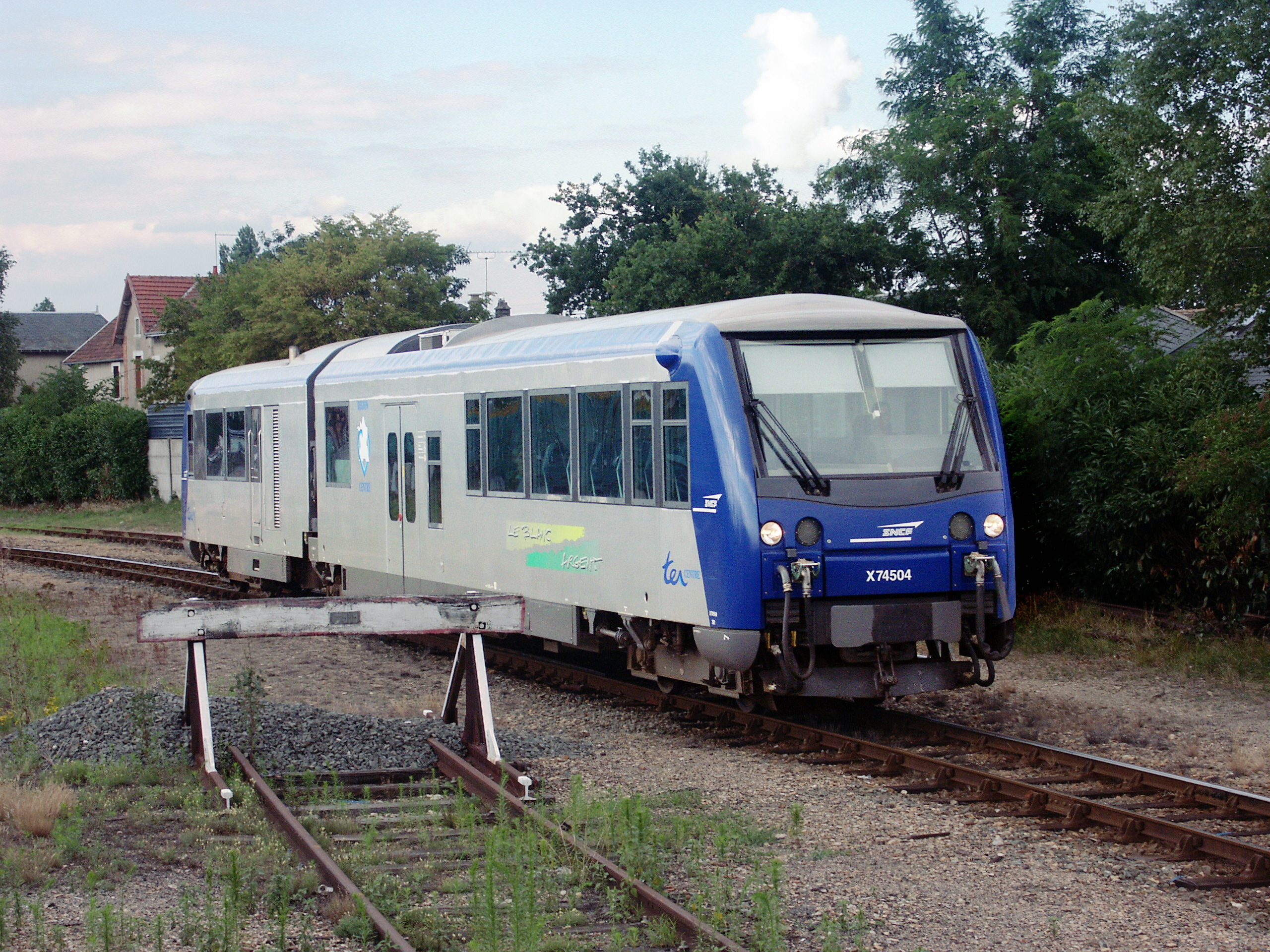
Heurtoir sur le chemin de fer du Blanc-Argent.

Un heurtoir, ou parfois butoir, est un dispositif placé à l'extrémité d'une voie ferrée en cul-de-sac, pour arrêter d'éventuels véhicules en dérive et les empêcher de continuer leur chemin en dehors de la voie.

## Caractéristiques
Certains sont conçus pour absorber l'énergie cinétique des trains qui les heurtent.  Le choc sur le heurtoir est fait soit par les tampons situés à la même hauteur que l'attelage des trains, soit par l'attelage lui même.
Sur les réseaux ferrés allemand et suisse, les tampons sont parfois remplacés par des pièces métalliques assemblées en X, placées après le heurtoir et pouvant se replier.
La construction des heurtoirs est de qualité variable : sur les voies de garage secondaires, ce sont parfois de simples chevalets ; dans les gares fréquentées, ce sont souvent d'imposantes réalisations en béton. Pour éviter la détérioration du matériel, les tampons sont parfois équipés de grands vérins hydrauliques.
Lorsque des heurtoirs sont placés sur une voie, les conducteurs en sont prévenus au moyen d'une signalisation. Dans le système français, il s'agit d'un avertissement, se présentant sous la forme d'un feu jaune (en signalisation lumineuse), ou d'une cocarde jaune de forme carrée sur pointe (en signalisation mécanique).

## Accidents

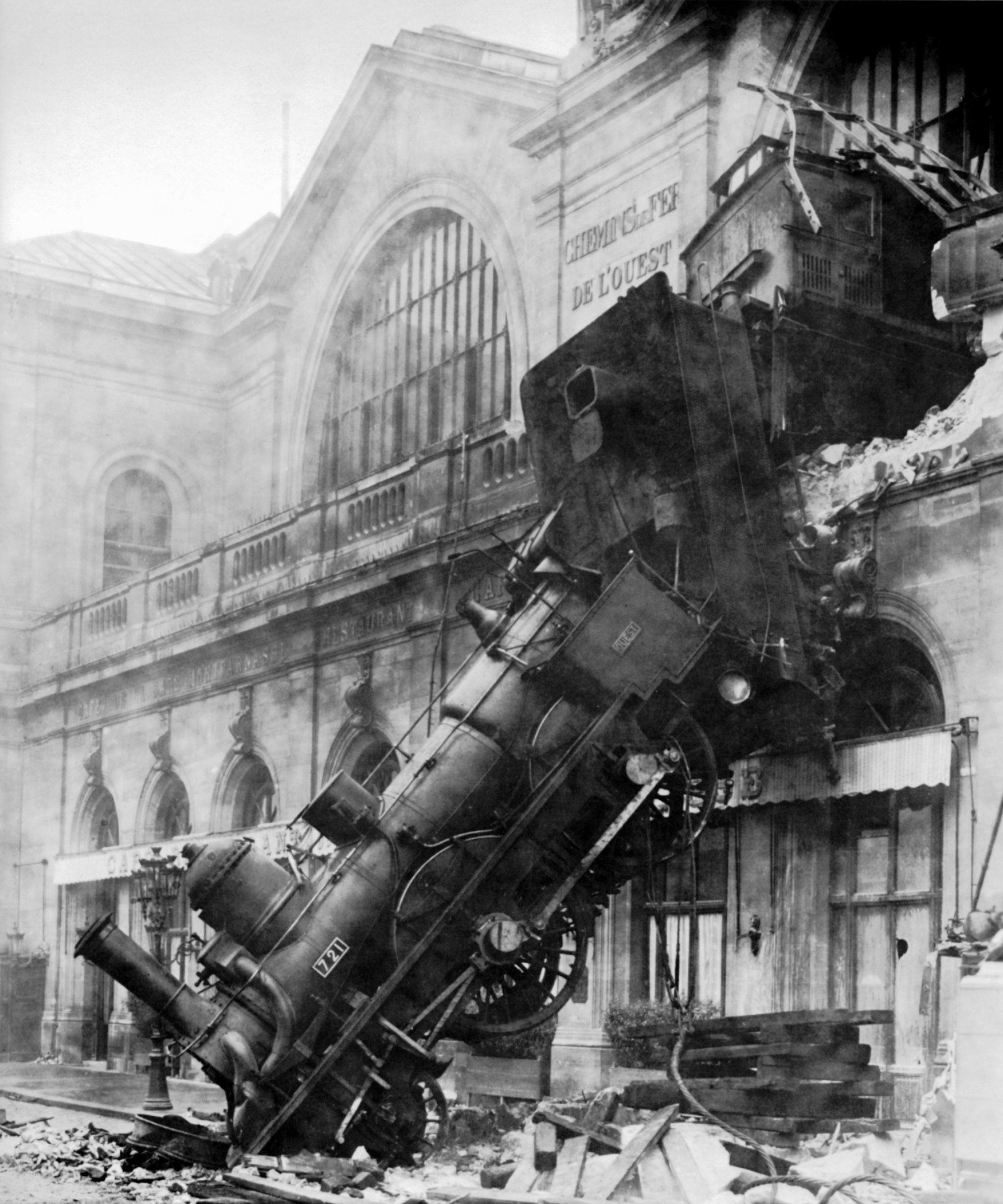
Les conséquences de l'accident de la gare Montparnasse.

Parfois, pour diverses raisons, les trains n'arrivent pas à s'arrêter à temps, et entrent violemment en collision avec les heurtoirs, parfois en les défonçant et en continuant leur course plus loin, occasionnant des dégâts matériels et humains :
- 22 octobre 1895, accident ferroviaire de la Gare Montparnasse, Paris, France : un train défonce un heurtoir et tombe sur un kiosque à journaux situé en contrebas de la gare, tuant la marchande de journaux.
- 1902, Francfort-sur-le-Main, Allemagne : une sérieuse collision entre un train et un heurtoir donne l'idée à l'entreprise allemande Rawie de développer des heurtoirs capables d'absorber l'énergie des trains.
- 27 juillet 1903, St. Enoch, métro de Glasgow, en Écosse au Royaume-Uni : violente collision provoquant la mort de 16 personnes et 27 blessés.
- 17 juin 1907, au Havre, en France : une locomotive tractant dix voitures enfonce un heurtoir de la gare en impasse, puis termine sa course en percutant et endommageant des parois du bureau de l'octroi, proche de la sortie des voyageurs. Il y a d'importants dégâts matériels et des employés de la compagnie de chemins de fer et des voyageurs sont blessés, heureusement sans gravité [1].
- 1948, Los Angeles, Californie, États-Unis : un train diesel défonce un heurtoir.
- années 1970, BART, San Francisco, Californie, États-Unis : un train défonce un heurtoir en raison d'une avarie dans le système automatique.
- 28 février 1975,  Moorgate, métro de Londres, Angleterre, Royaume-Uni : une collision avec un heurtoir aggravée par le fait que le tunnel se terminait juste après, provoquant la mort de 43 personnes, et 74 blessés.
- 8 novembre 1986, Hua Lamphong, Bangkok, Thaïlande : un train automatique entre en collision avec un heurtoir à 50 km/h, provoquant la mort de 5 personnes, et 7 blessés.
- 6 août 1988, gare de Paris-Est, Paris, France : un train de banlieue en provenance de la gare de Château-Thierry heurte à la vitesse de 28 km/h un heurtoir situé à l'extrémité du quai de réception ; la voiture de tête se soulève et termine sa course dans un pilier de soutien de la verrière de la gare, provoquant la mort d'une personne, et 73 blessés.
- 27 juin 1988, gare de Paris-Lyon, Paris, France : en raison d'un complexe concours de circonstances, un train de banlieue en provenance de la gare de Melun heurte à la vitesse de 70 km/h un autre train bondé et retardé à quai. L'accident fait 56 blessés et cause la mort de 57 personnes, constituant l'un des plus mortels accidents ferroviaires ayant eu lieu en France.
- 8 janvier 1991, Cannon Street, métro de Londres, Angleterre, Royaume-Uni : un train de banlieue entre en collision avec un heurtoir, provoquant la mort de 2 personnes, et plus de 200 blessés.
- 11 juillet 1995, Largs, Écosse, Royaume-Uni : un train électrique défonce un heurtoir.
- 26 octobre 2006, Kuala Lumpur, Malaisie : un train défonce un heurtoir et se trouve suspendu à plusieurs mètres au-dessus du sol.
- 5 avril 2007, gare de Paris-Est, Paris, France : un train de banlieue en provenance de la gare de Château-Thierry heurte à la vitesse de 10 km/h un heurtoir situé à l'extrémité du quai de réception, blessant 71 personnes.
- 4 janvier 2017, Brooklyn, New York : collision entre un train et le heurtoir de la station Atlantic Terminal. L'accident a blessé 103 personnes.